# Сперш (річка)
Сперш — річка в Україні у Менському районі Чернігівської області. Права притока річки Мена (басейн Десни).

## Опис
Довжина річки приблизно 10,90 км, найкоротша відстань між витоком і гирлом — 8,46  км, коефіцієнт звивистості річки — 1,29 . Формується декількома безіменними струмками та загатами.

## Розташування
Бере початок у селі Нові Броди. Тече переважно на південний схід понад селом Садове та через село Данилівку і на південній стороні від села Веселе впадає у річку Мену, праву притоку Десни.

## Цікаві факти
- Біля гирла річки на східній стороні на відстані приблизно 2,96 км пролягає автошлях Т 2536[2] (автомобільний шлях територіального значення у Чернігівській області. Пролягає територією Корюківського та Менського районів через Корюківку — Сахутівку — Мену. Загальна довжина — 25,6 км.).